# Märatjärnberget
Märatjärnberget är ett naturreservat i Ragunda kommun i Jämtlands län.
Området är naturskyddat sedan 2014 och är 42 hektar stort. Reservatet omfattar Märatjärnbergets syd- och ostsluttningar samt ett område kring Märatjärnen. Reservatet består av naturskogsartad barrskog med inslag av lövträd.